# 이진욱
이진욱(李陣郁, 1981년 9월 16일 ~ )은 대한민국의 배우이다.

## 생애
- 이진욱은 1981년 충청북도 청주시에서 1남 3녀 중 막내로 태어나 초등학교, 중학교, 그리고 고등학교를 졸업하였다.
- 이후 청주대학교 환경공학과를 자퇴한 뒤 서울로 상경했고 2003년 파나소닉 광고 모델로 연예계에 첫 데뷔해 다수의 CF를 찍었다.
- 2004년 단편영화 《나의 새 남자친구》와 《MBC 베스트극장 - 불량소녀》에 출연하며 연기 활동을 시작했고, 2006년 드라마 《연애시대》, 《스마일 어게인》에 출연해 SBS 연기대상에서 뉴스타상을 받았다.
- 이 외에 드라마 《썸데이》, 《에어시티》, 《비포 & 애프터 성형외과》, 《강적들》, 《유리의 성》 등에 주연으로 출연했다.
- 2009년 5월 현역 입대했고, 2011년 3월 제대하였다.
- 제대 후 드라마 《스파이 명월》, 《로맨스가 필요해 2012》, 《나인: 아홉 번의 시간여행》, 《삼총사》와 영화 《수상한 그녀》, 《표적》에 출연했다.
- 그리고 OCN 인기 명작 시즌제 드라마 보이스 시리즈 《보이스 2》, 《보이스 3》에 2시즌 연속으로 도강우 역으로 출연해서 인상깊은 연기로 엄청난 호평과 많은 인기를 끌었다.

## 출신학교
- 중앙초등학교 (졸업)
- 청운중학교 (졸업)
- 상당고등학교 (졸업)
- 청주대학교 (환경공학 / 중퇴)

## 출연작

### 드라마
- 2005년 KBS2 수목 특별기획 드라마 《부활》 ... 진짜 스티븐 리 역
- 2006년 SBS 월화 미니시리즈 《연애시대》 ... 민현중 역
- 2006년 SBS 드라마 스페셜 《스마일 어게인》 ... 윤재명 역
- 2006년 OCN 금요 미니시리즈 《썸데이》 ... 임석만 역
- 2007년 MBC 주말 미니시리즈 《에어시티》 ... 강하준 역
- 2008년 MBC 일요 미니시리즈 《비포 & 애프터 성형외과》 ... 한건수 역
- 2008년 KBS2 월화 미니시리즈 《강적들》 ... 강수호 역
- 2008년 ~ 2009년 SBS 주말극장 《유리의 성》 ... 김준성 역
- 2009년 KBS1 저녁 일일연속극 《집으로 가는 길》 ... 이진욱 역 (특별출연)
- 2011년 KBS2 월화 미니시리즈 《스파이 명월》 ... 최류 역
- 2012년 tvN 수목 미니시리즈 《로맨스가 필요해 2012》 ... 윤석현 역
- 2013년 tvN 월화 미니시리즈 《나인: 아홉 번의 시간여행》 ... 박선우 역
- 2014년 tvN 일요 미니시리즈 《삼총사》 ... 소현세자 역
- 2015년 SBS 주말 미니시리즈 《너를 사랑한 시간》 ... 최원 역
- 2016년 MBC 수목 미니시리즈 《굿바이 미스터 블랙》 ... 차지원 역
- 2018년 SBS 드라마 스페셜 《리턴》 ... 독고영 역
- 2018년 OCN 주말 미니시리즈 《보이스 2》 ... 도강우 역
- 2019년 OCN 주말 미니시리즈 《보이스 3》 ... 도강우 역
- 2020년 NETFILX 오리지널 시리즈 《스위트 홈》 ... 편상욱 역
- 2021년 ~ 2022년 tvN 주말 미니시리즈 《불가살》 ... 단활 역
- 2022년 카카오TV & Netflix & 채널A 웹 드라마 《결혼백서》... 서준형 역
- 2023년 NETFILX 오리지널 시리즈 《이두나!》 ... 박인욱 역
- 2023년 NETFILX 오리지널 시리즈 《스위트 홈 2》 ... 편상욱 역
- 2024년 NETFILX 오리지널 시리즈 《스위트 홈 3》 ... 편상욱 역
- 2024년 ENA 월화 미니시리즈 《나의 해리에게》 ... 정현오 역
- 2024년 NETFILX 오리지널 시리즈 《오징어 게임 2》 ... 경석 역
- 2025년 NETFILX 오리지널 시리즈 《오징어 게임 3》 ... 경석 역
- 2025년 JTBC 주말 미니시리즈 《에스콰이어 : 변호사를 꿈꾸는 변호사들》 ... 윤석훈 역

### 영화
| 연도 | 제목                       | 역할     | 비고      |
| ---- | -------------------------- | -------- | --------- |
| 2004 | 나의 새 남자친구           | 남자친구 | 단편 영화 |
| 2014 | 수상한 그녀                | 한승우   |           |
| 2014 | 표적                       | 이태준   |           |
| 2015 | 뷰티 인사이드              | 김우진   |           |
| 2016 | 시간이탈자                 | 김건우   |           |
| 2018 | 호랑이보다 무서운 겨울손님 | 경유     |           |
| 2018 | 상류사회                   | 신지호   |           |
| 2021 | 해피 뉴 이어               | 진호     |           |
| 2025 | 검은 수녀들                | 바오로   |           |

### 텔레비전 영화
| 연도 | 방송사 | 제목     | 역할   | 비고           |
| ---- | ------ | -------- | ------ | -------------- |
| 2004 | MBC    | 불량소녀 | 강재환 | MBC 베스트극장 |

### 뮤직 비디오
| 연도 | 가수           | 제목                   | 비고 |
| ---- | -------------- | ---------------------- | ---- |
| 2002 | 정재형         | 〈나 같은 사람이라면〉 |      |
| 2004 | 임형주         | 〈하월가〉             |      |
| 2004 | 김동률, 이소은 | 〈욕심쟁이〉           |      |
| 2006 | 안재욱         | 〈두루루〉             |      |
| 2009 | 신승훈         | 〈My Love〉            |      |

### TV 예능 프로그램
- 《I ♡ 브로드웨이》 (2007, OCN)
- 《해피투게더 시즌 3》 43회 (2008, KBS2)
- 《패밀리가 떴다》 11~12회 (2008, SBS)
- 《미녀들의 1박 2일 시즌 3》 9~10회 (2009, KBS JOY)
- 《강심장》 125~126회 (2012, SBS)
- 《삼시세끼 어촌편 시즌2》 (2015, tvN)
- 《런닝맨》 533회(2020, SBS)
- 《채널 십오야》 출장십오야 10~12 (2021)

### 웹예능
- 《집대성》 (2025, 유튜브)

### 라디오 프로그램
- 2016년 EBS 《EBS 책 읽는 라디오 낭독 시리즈》

### 콘서트
- 이진욱 팬미팅 (2015)

## 광고
- 2003년 (주)파나소닉코리아 파나소닉면도기
- 2003년 현대 M카드
- 2003년 (주)버디버디 인터넷 메신저 버디버디
- 2004년 KTF 기업 PR
- 2004년 동서식품 맥스웰 하우스
- 2004년 동아제약 박카스
- 2005년 현대자동차 투싼
- 2005~2006년 (주)비알코리아 던킨도너츠
- 2006년 한국코카콜라 미닛메이드
- 2006년 SK패션 카스피 코너스
- 2007년 오리온 썬
- 2007년 코오롱패션 아르페지오
- 2008년 삼성네트웍스 wyz070
- 2013년 이엘씨한국 아베다코리아
- 2014년 슈에무라 얼티메이트 클렌징 오일
- 2014년 (주)아머스포츠코리아 살로몬 아웃도어
- 2014년 LG패션 TNGT 정장
- 2014년 한국코카콜라 슈웹스
- 2014년 신세계인터네셔널 살로몬스피드크로스 3GTX
- 2015년 올리브영 XTM 스타일옴므
- 2015~2016년 아우디코리아 아우디
- 2016년 베로니카 포 런던
- 2016년 쌤소나이트코리아 쌤소나이트 비즈니스
- 2016년 블랙야크
- 2016년 현대렌탈케어 현대큐밍 큐브제로
- 2016년 롯데리아 AZ버거
- 2018~2020년 아우디코리아 아우디
- 2019~2021년 신성통상 에디션 센서빌리티
- 2020~2021년 쉐보레 리얼 뉴 콜로라도
- 2021년~현재 (주)어댑트 오브제 화장품
- 2021년~현재 삼진제약(주) 위시헬씨
- 버커루진, ING생명 등 지면 광고

## 경력사항
- 2007년 국가청렴위원회 클린웨이브캠페인 홍보대사
- 2016년 충북대학교병원 홍보대사

## 수상 및 후보
| 연도 | 시상식                     | 부문                             | 작품                     | 결과 |
| ---- | -------------------------- | -------------------------------- | ------------------------ | ---- |
| 2006 | SBS 연기대상               | 뉴스타상                         | 연애시대, 스마일 어게인  | 수상 |
| 2008 | SBS 연기대상               | 연속극부문 남자 연기상           | 유리의 성                | 후보 |
| 2013 | 제7회 Mnet 20's Choice     | Hot 드라마 스타 남자 부문        | 나인: 아홉 번의 시간여행 | 수상 |
| 2013 | 제6회 코리아 드라마 어워즈 | 대상                             | 나인: 아홉 번의 시간여행 | 후보 |
| 2013 | 제2회 에이판 스타 어워즈   | 남자 우수연기상                  | 나인: 아홉 번의 시간여행 | 후보 |
| 2015 | SBS 연기대상               | 미니시리즈부문 남자 최우수연기상 | 너를 사랑한 시간         | 후보 |
| 2018 | SBS 연기대상               | 수목드라마부문 남자 최우수연기상 | 리턴                     | 후보 |
| 2018 | 제12회 A - Awards          | Passion 부문                     | 리턴, 보이스2            | 수상 |